# Mickaël Pizzo
Pour les articles homonymes, voir Pizzo (homonymie).
Mickaël Pizzo est un footballeur français né le 26 mars 1979 à Saint-Denis (Seine-Saint-Denis). Il évolue au poste de milieu de terrain.

## Biographie
Formé au Red Star, ce natif de Saint-Denis est porte drapeau, à l'occasion du match inaugural du Stade de France, France-Espagne, le 28 janvier 1998. 
En 2001, il quitte son club formateur pour rejoindre le club écossais de Kilmarnock. Il n'y reste qu'une saison et décide de rentrer en France. 
Il signe alors à Grenoble, club qu'il quitte en décembre 2004 pour s'engager avec Sénart-Moissy, équipe de CFA. En 2006, il rejoint Avranches, club de CFA 2, avant de signer à Poissy en 2007. 
En 2009, il signe un contrat d'entraîneur avec le club de Plaisir pour entraîner les moins de 19 ans et jouer avec les seniors.
Il entraine la réserve de l'équipe de nationale 2 de Poissy.

## Carrière
- 1989-2001 :  Red Star
- 2001-2002 :  Kilmarnock
- 2002- déc. 2004 :  Grenoble Foot
- déc. 2004 -2006 :  US Sénart-Moissy
- 2006-2007 :  US Avranches
- 2007-2009 :  AS Poissy
- 2009-2010 :  Football Olympique Plaisirois
- 2010-2011 :  J.C. Drancy[1]

## Statistiques
- 4 matchs en Coupe de l'UEFA
- 24 matchs en Ligue 2
- 13 matchs et 1 but en 1re division écossaise